# Вејне Мујнонен
Виктор Вејне Мујнонен (фин. Viktor Väinö Muinonen; Лапенранта, 30. децембар 1898 — Иматра, 10. јун 1978) је био фински атлетски репрезентативац у Маратону.
Средином 1930-их, био је међу најбољим маратонцима на свету. На Летњим олимпијским играма 1936. у Берлину, са 2:33:46 часова заузео је пето место, са два минута заостака за освајачем бронзане медаље.
Године 1938. на другом Европском првенству у Паризу, успешно је за Финску одбранио титулу првакакоју је четири године раније у Торину, освојио Армас Тоивонен. Резултат који је Мујнонен постигао 2.37:38,8 сати је два и по минута бољи од другопласираног британског маратонца.
Осам година касније на првом послератном Европском првенству у Ослу, Мујнонен је са 47 година покушао да одбрани титулу из 1938. Трчао је боље 2.26:08, али није успео. Освојио је дрго место.
Био је првак Финске 1937. и 1940. На првенству 1949. као педесетогодишњак трчао је маратон за 2.36:23. После тог првенства је завршио активну атлетску каријеру.